# روبرت جاكسون (عالم فلك)
روبرت جاكسون (بالإنجليزية: Robert Jackson)‏ هو عالم فلك أمريكي، ولد في 1949.